# Venus från Gagarino

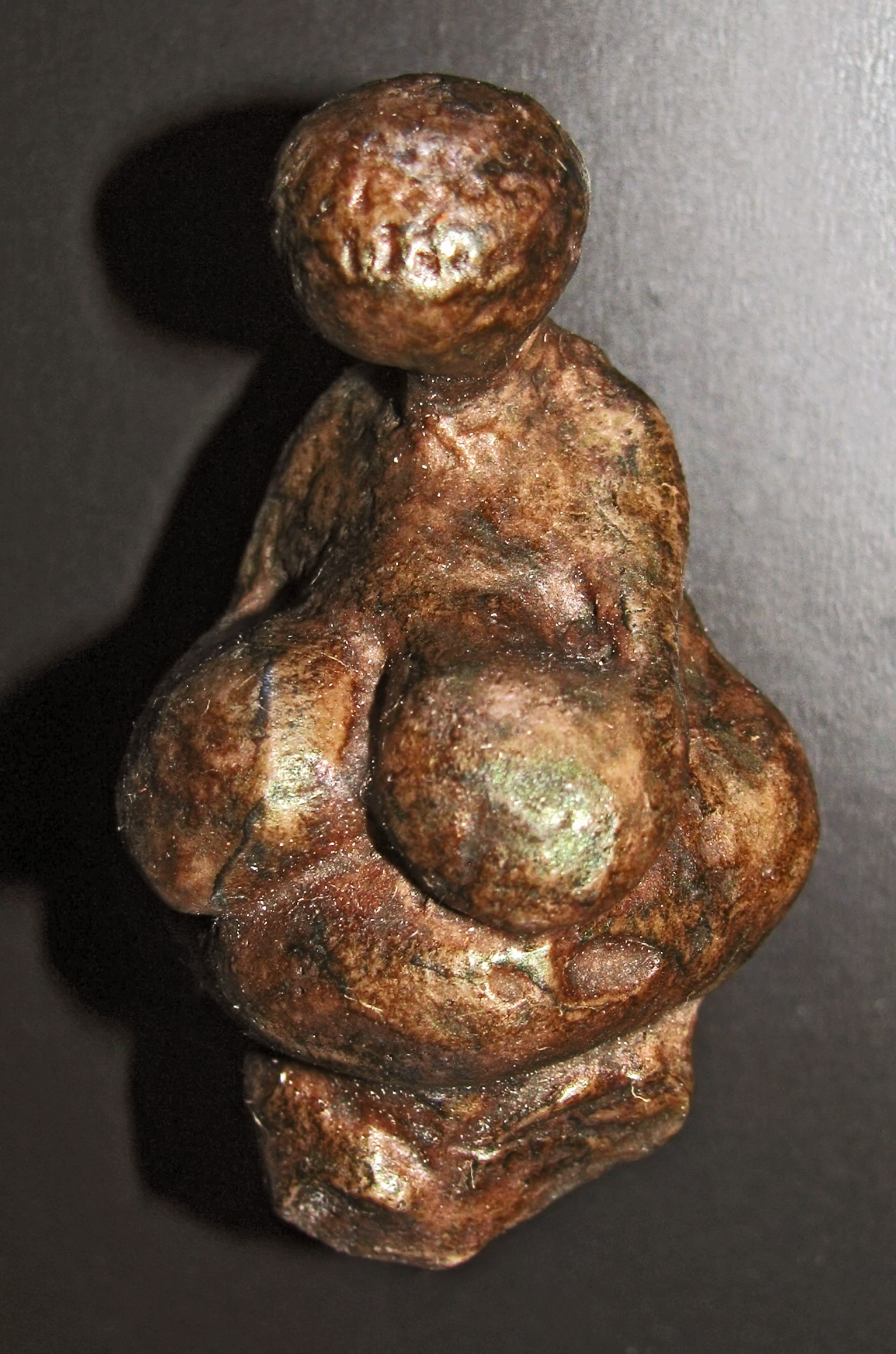
Venus från Gagarino

Venusfiguriner från Gagarino är en serie venusfiguriner som upptäckts i dagens Ukraina, dåvarande Sovjetunionen.
Vid utgrävningar 1926-29 av en boplats från paleolitikum i Gagarino, vid floden Dons högra sida, omkring fem kilometer norr om sammanflödet med Sosna hittades ett antal venusfiguriner.

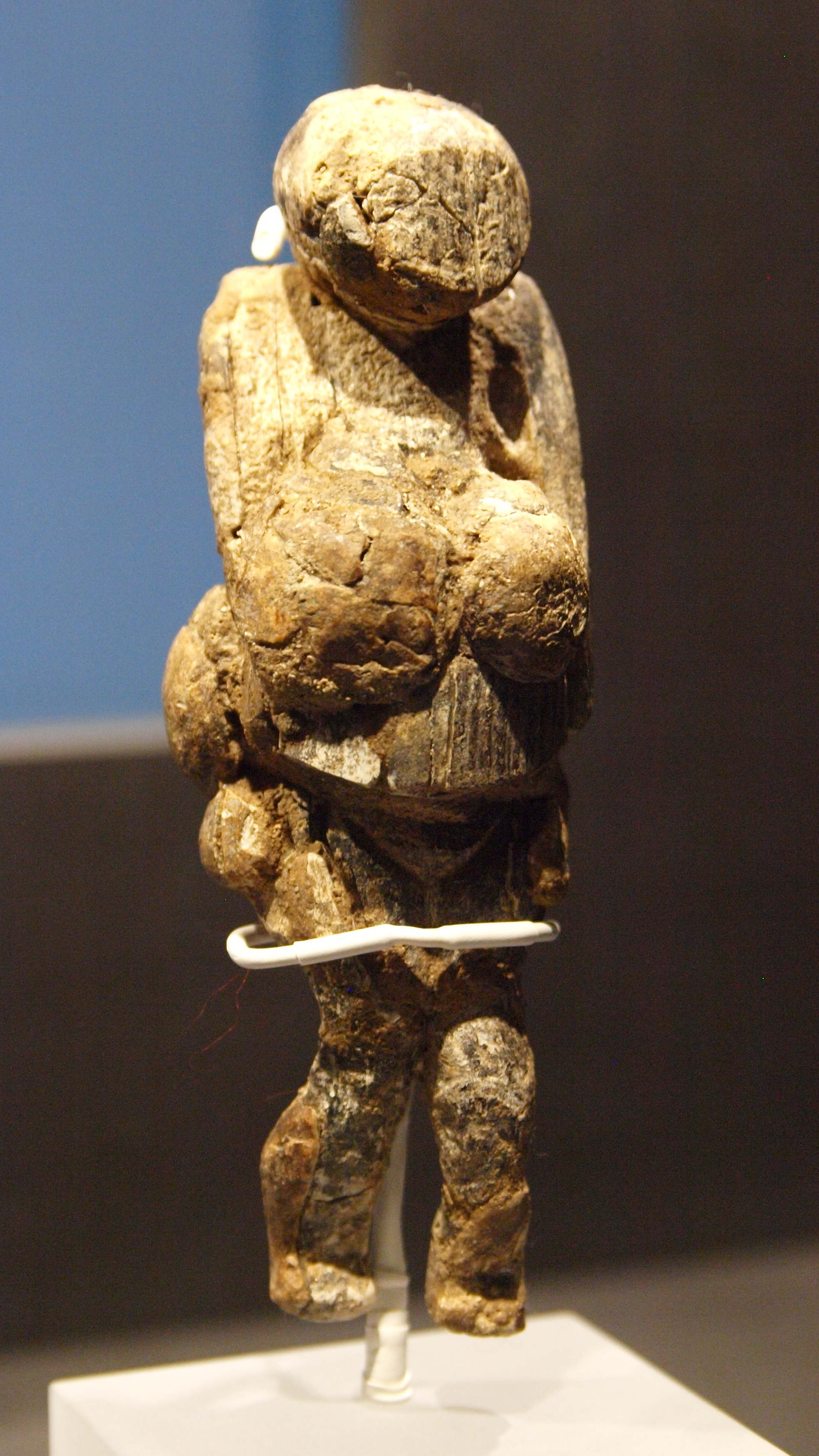
Venus 2 från Gagarino

Figurerna hittades 1926 av arkeologen Zamiatinine. Figuren är 6 cm i längd och utskuren vulkanisk bergart. Den hittade under utgrävning av en stenåldersboplats där man fann stora mängder av petroglyfer, artefakter, flint redskap och djurben tillsammans med flera venusfigurer . Dessa var skulpterade nästan i karikatyrstil  Venus från Gagarino  är komponerad med   gargantuan bröst och mage, med korta  lår avbrutna ovan knäet.
Den figur som vanligen går under beteckningen Venus från Gagarino är 5,8 centimeter hög. Den är gjord i tuff och bedömd vara omkring 22 000 år gammal.

## Venus 1 från Gagarino
Kvinnostatyett från Gagarino gjord av mammutelfenben,  Gravettien ca. 23.000 BP.  Originalet var utställt på arkeologiska museet i Hamburg i utställningen  Die Kunst der Mammutjäger  2016 - 2017. Förvaras annars på konstmuseum  i Sankt Petersburg. 

## Venus 2 från Gagarino

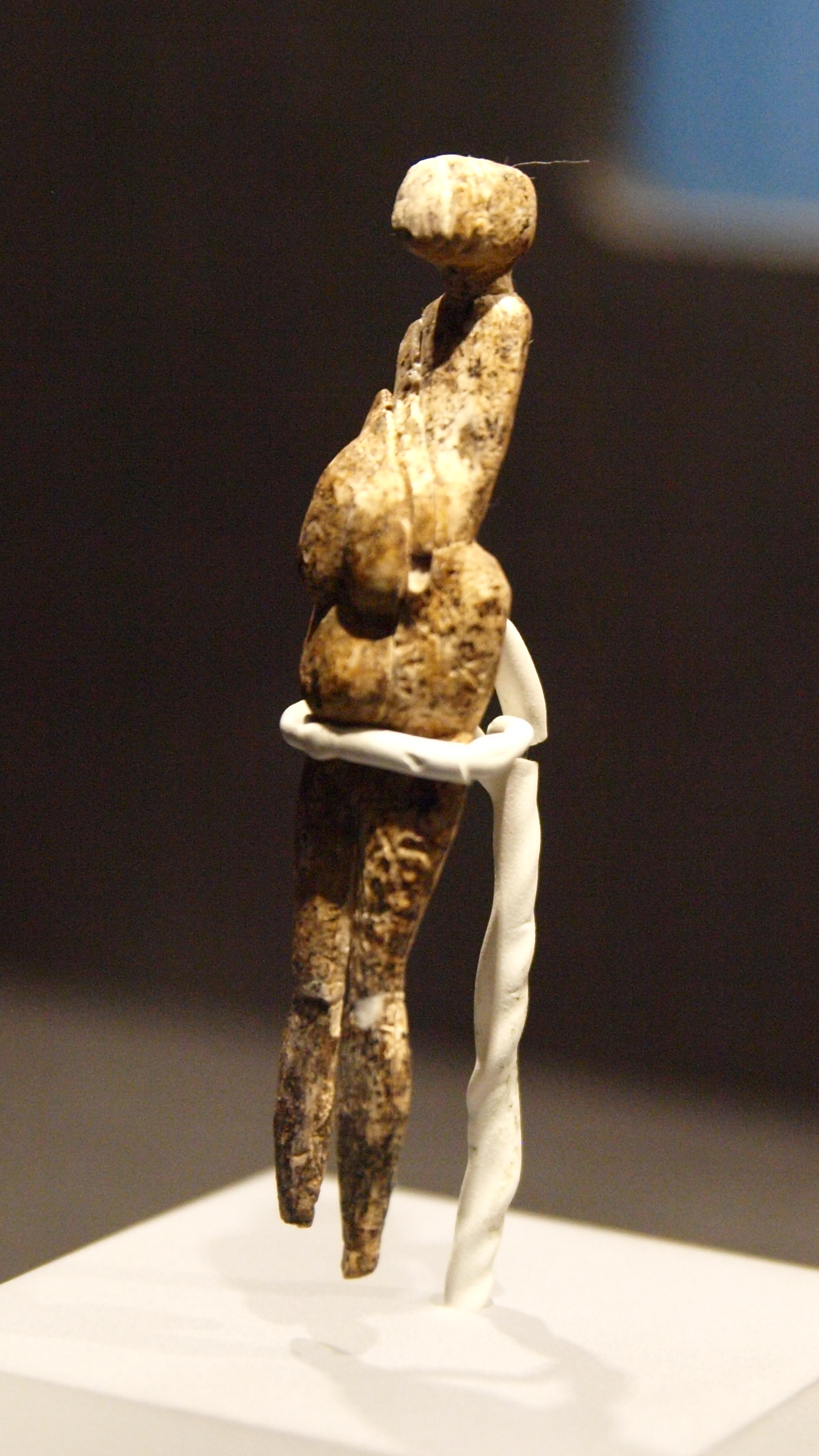
Venus 1 från Gagarino

Kvinnostatyett från Gagarino gjord av mammutelfenben,  Gravettien ca. 23.000 BP, Originalet var utställt på arkeologiska museet i Hamburg i utställningen  Die Kunst der Mammutjäger  2016 - 2017.  Förvaras annars på konstmuseum  i Sankt Petersburg. 